# Čeljabinský meteor

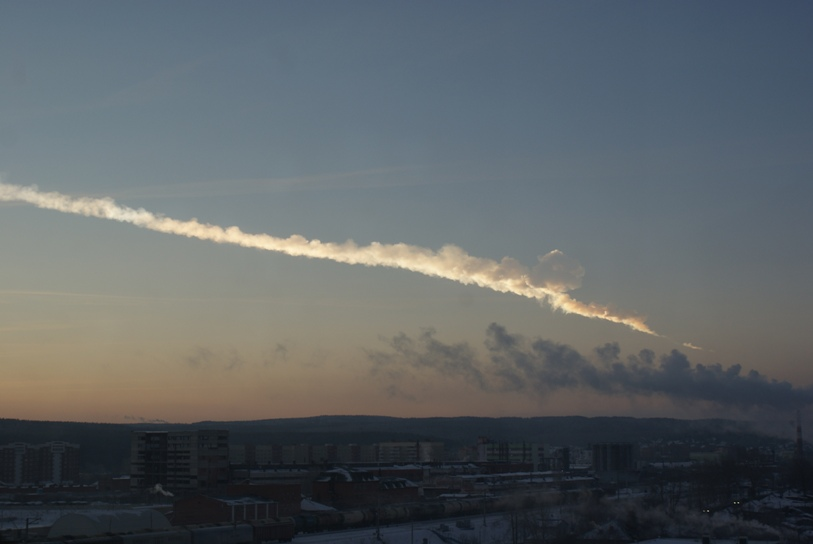
Pohled z Jekatěrinburgu 200 km od hypocentra výbuchu

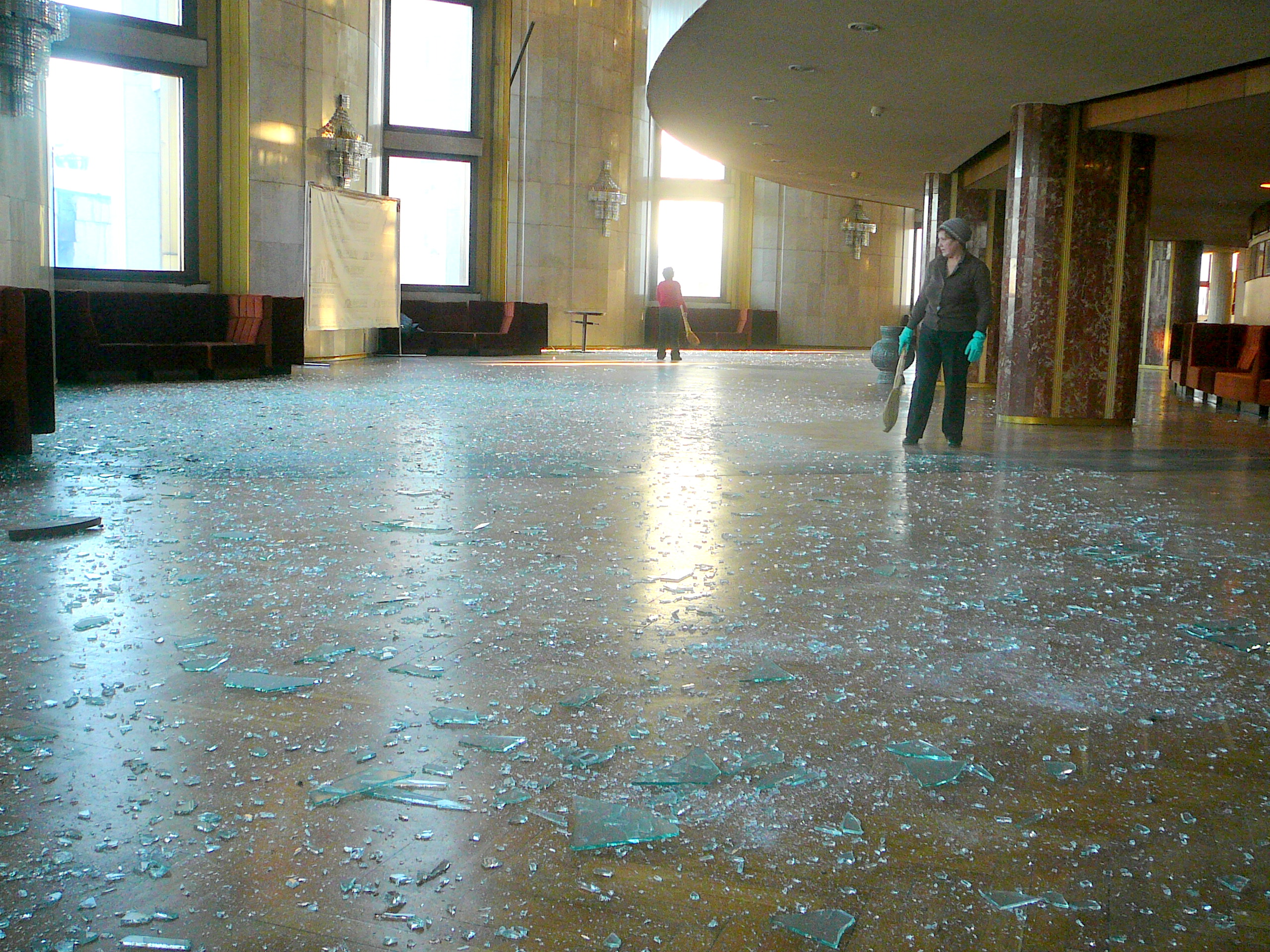
Rozbitá okna v Čeljabinském divadle

Čeljabinský meteor byl velmi jasný meteor, neboli bolid, který ráno 15. února 2013 zazářil nad ruským Čeljabinskem. Těleso, které bolid způsobilo, v atmosféře vybuchlo. Výbuch způsobil na zemi značné škody. Později byly nalezeny na zem dopadlé meteority typu chondrit, největší měl hmotnost přes 570 kg.
Nad jižním Uralem vstoupil do zemské atmosféry meteoroid odhadovanou rychlostí 54 000 km/h, tedy zhruba 44krát rychleji než zvuk. Byl pozorován jako výrazný bolid a rozpadl se v 9:20:26 místního času (v 4:20:26 SEČ) nad Čeljabinskem. Jeho rozměry při vstupu do atmosféry byly odhadnuty na 15 až 17 metrů a přibližná hmotnost 7 000 až 10 000 tun. Ve výšce 45 až 30 km nad zemí těleso explodovalo silou odpovídající 30 až 500 kilotun TNT. Tlaková vlna vyrazila okna tisíců budov do vzdálenosti až 100 km a přes tisíc lidí utrpělo zranění nejčastěji od padajících skleněných střepů.
Zbytky tělesa dopadly nejméně do tří míst, dvě byla určena u jezera Čebarkul a jedno u města Zlatoust. Do pátrání po úlomcích se zapojilo 20 000 lidí, 4 000 vozidel a 7 letadel. V zamrzlém jezeře vytvořil meteorit díru v ledu o průměru 8 m. Zpočátku potápěči v jezeře žádné zbytky kosmického tělesa nenašli a hledání nebylo úspěšné ani v ostatních lokalitách. Avšak 17. února poblíž díry v ledu bylo několik malých úlomků nalezeno. Proto se objevil návrh pojmenovat meteorit podle Čebarkulu.
V říjnu 2013 se povedlo z jezera Čebarkul vyzvednout největší fragment o hmotnosti přes 570 kg.
Případ tohoto typu se jeví jako nejvýraznější od Tunguské události v roce 1908. Porovnáme-li oba jevy, pak celý průběh nad Čeljabinskem byl, na rozdíl od onoho tunguzského, dokonale pozorován a dokumentován a síla exploze byla asi padesátkrát slabší než v případě Tunguzského meteoritu.

## Pozorování
Bolid zazářil nad oblastí právě v době svítání. V Čeljabinsku bylo několik minut po východu Slunce, v Jekatěrinburgu několik minut před východem. Byl proto pozorován na velkém území Ruské federace, a to v Čeljabinské, Sverdlovské, Ťumenské a Orenburské oblasti: Hlášení přišlo i z Baškortostánu a také z přilehlých oblastí Kazachstánu. Byla pořízena řada amatérských filmových záběrů v mnoha případech z jedoucích automobilů díky trvale zapnuté autokameře. Světelnou stopu bolidu zaznamenala i meteorologická družice Meteosat 9.

## Výpočet dráhy a velikosti tělesa
Prvenství v určení dráhy meteoritu patří týmu oddělení meziplanetární hmoty v Astronomickém ústavu v Ondřejově pod vedením Pavla Spurného a Jiřího Borovičky. Vypočítali, že těleso bylo pozorovatelné už ve výšce 92 km nad zemí. V tu dobu se jeho povrch zahřál natolik, že došlo k prudkému odpařování jasně zářícího plazmatu, viditelného i na denní obloze. Těleso se pohybovalo rychlostí 17,5 km/s po dráze skloněné 17° k zemskému povrchu. O 11 sekund později dosáhlo výšky 32 km nad zemí a začalo se rozpadat. V tom okamžiku zjasnění dosáhlo takového stupně, že na krátkou dobu předčilo i Slunce.

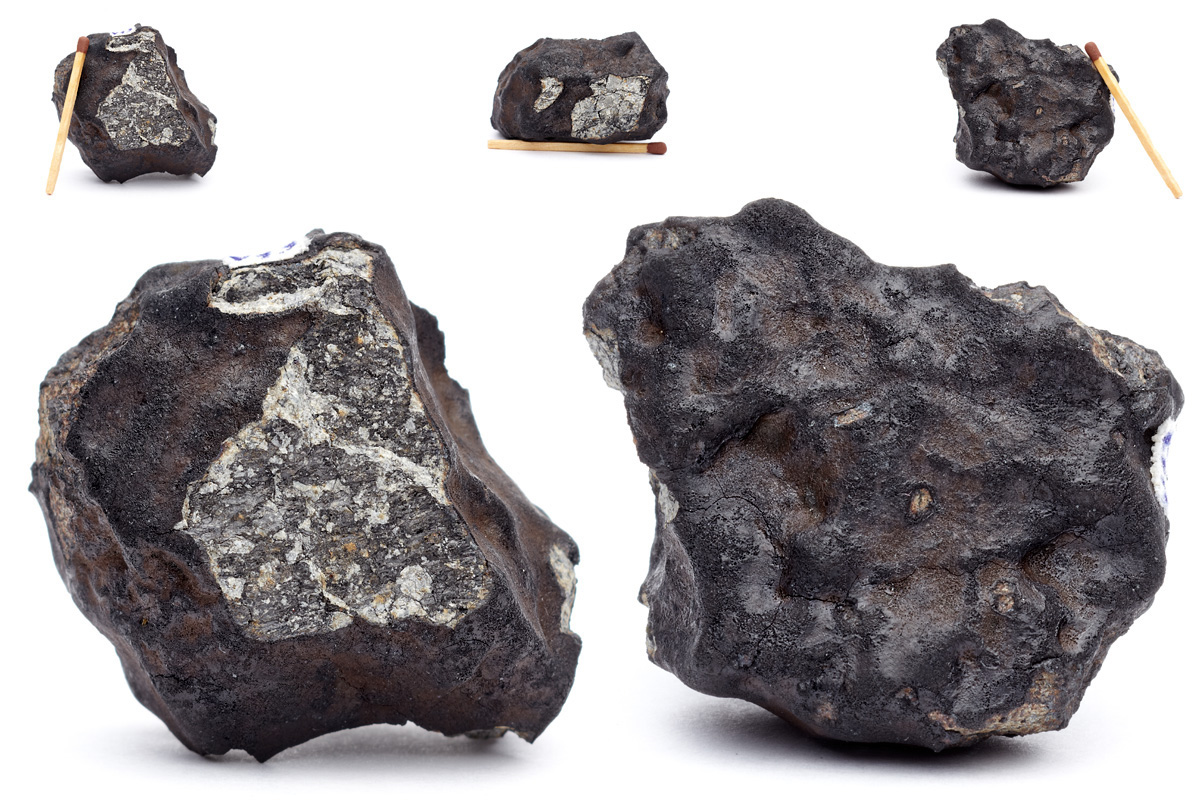
Jeden z nalezených meteoritů

Těleso se postupně rozpadalo na menší úlomky. Největší z nich zářil ještě 3 s po rozpadu, než také pohasl. V tu dobu se zbrzdil na rychlost 4 km/s. Z průběhu brzdění vědci odvodili hmotnost úlomku na 200–500 kg, což by odpovídalo velikosti asi 0,5 metru. Podle spočítané trajektorie dopadl do jezera Čebarkul.
Předpokládá se, že poblíž vesnice Travniki měly dopadnout až dva další větší meteority o hmotnosti nad 10 kg. Pátrání po nich bylo zatím bezúspěšné. Malé meteority o váze do desítek gramů bude možno nalézt v pásu dlouhém až 30 km, jehož počátek je mezi městy Korkino a Jemanželinsk a pokračuje směrem na západ. Některé úlomky již byly nalezeny.

### Dráha ve sluneční soustavě
Vědci z Astronomického ústavu vypočítali i dráhu uvedeného tělesa jako meteoroidu ve sluneční soustavě. Zjistili, že nebyla ničím výjimečná. Meteoroid se pohyboval po eliptické dráze s přísluním poblíž dráhy Venuše a odsluním v pásu asteroidů mezi Marsem a Jupiterem.
Bylo též zjištěno, že meteoroid se ve dnech před dopadem promítal na oblohu v blízkosti Slunce (v úhlové vzdálenosti méně než 20°). Nebyl proto pozemskými přístroji pozorovatelný a nemohl proto být ani před dopadem objeven.
Stejný den, kdy dopadl Čeljabinský meteorit, byl předpověděn a následně pozorován průchod meteoroidu Dundee ve vzdálenosti 27 000 km od povrchu země.

### Původ meteoru
Jiří Borovička uvedl (jako spoluautor článku v časopise Nature a poté v rozhovoru pro centrum.cz), že meteor s pravděpodobností blížící se jistotě pochází z planetky 86039.